# تاما تیس
تاما تیس (زاده ۹ فوریه ۱۹۶۰) سیاستمدار مینه سوتا و جزو مجلس نمایندگان مینه سوتا و یکی از گروه حزب جمهوری خواه مینه سوتا  می باشد. تیس نماینده ناحیه ای۱۴ در مرکز مینه سوتا می باشد.

## تحصیلات
تاما تیس در دانشگاه فنی و اجتماعی سنت ابر شرکت نمود و با مدرک کاردانی دانش آموخته گردید

## مجلس نمایندگان مینه سوتا
تاما در یک انتخابات اختصاصی در سال ۲۰۱۳ به مجلس نمایندگان مینه سوتا منتخب گردید.

## اعتراض به واکسن کووید ۱۹
در دسامبر ۲۰۲۱، تاما به ۳۷ عضو جمهوری‌خواه دیگر مجلس مینه‌سوتا در امضای نامه‌ای به کلینیک مایو پیوست که سیاست آن را مبتنی بر واکسینه شدن کارکنان در برابر کووید-۱۹ به چالش می‌کشد . در قسمتی از این نامه این گونه آمده است: «ما از بودجه دولتی برای برنامه‌هایی همانند این یا هیچ گونه بودجه دیگری برای هیچ گونه مرکز درمانی که کارمندان خودش را به دلیل سیاست‌های بی اساس دستوری واکسن اخراج می نماید، پیشتیبانی نمی کنند.»   

## زندگی شخصی
تاما تیس با گرگ تیس ازدواج نمود. آنان از این ازدواج آنان دو فرزند شد و با هم در سنت کلود، مینه سوتا مشغول زندگی بودند. 